# Corridoio Filadelfia

Mappa della striscia di Gaza

Il Corridoio Filadelfia (in ebraico ציר פילדלפי, tzir filadelfi) è un nome in codice delle forze di difesa israeliane che indica un corridoio/zona cuscinetto lungo il confine tra Egitto e la Striscia di Gaza. A seguito degli accordi di Oslo, la parte nella striscia di Gaza è rimasta sotto il diretto controllo militare israeliano.

## Il controllo di frontiera e il contrabbando
Uno scopo del Corridoio Filadelfia è stato quello di impedire la circolazione illegale di materiali (comprese armi, munizioni, droghe illegali) e persone tra l'Egitto e la striscia di Gaza.
I palestinesi, in collaborazione con alcuni egiziani secondo il Ministero degli affari esteri israeliano, hanno costruito delle gallerie di contrabbando sotto il Corridoio Filadelfia. La maggior parte delle gallerie si trovano su entrambi i lati di Rafah.
A seguito dell'attacco proveniente da edifici di Rafah, Israele ha deciso la demolizione di molte di case lungo la linea di confine, e l'erezione di una fortificazione che include un muro anti-cecchino in acciaio ed avamposti corazzati (come "Nuovo Termit" ed "Hardon").
Sono state condotte molte operazioni contro le gallerie di contrabbando: le case in cui le gallerie sono state scoperte sono state inoltre demolite. Più di 90 gallerie (fino ad aprile 2004) sono state scoperte e distrutte dalle forze dell'IDF.
Nel maggio 2004, è stata intrapresa l'operazione Arcobaleno, finalizzata in parte a distruggere i tunnel di contrabbando ed a danneggiare le infrastrutture terroristiche nella zona. L'IDF ha confermato che un certo numero di civili palestinesi sono stati uccisi accidentalmente.

## Passaggio di controllo all'Egitto
Nel settembre 2005, a seguito del Piano di disimpegno unilaterale israeliano, l'IDF ha consegnato il controllo del Corridoio Filadelfia all'Esercito egiziano, che è ora responsabile per la sua sicurezza e per la gestione delle azioni anti-contrabbando sul confine. La Missione Europea di Assistenza di Frontiera a Rafah è responsabile per il monitoraggio il valico di Rafah verso l'Egitto.

## Rottura della frontiera nel 2008
Il 23 gennaio 2008, militanti palestinesi hanno distrutto varie parti del muro di divisione tra Gaza e l'Egitto nella città di Rafah. Migliaia di abitanti di Gaza si sono spostati dal Corridoio Filadelfia in Egitto, in cerca di cibo e di rifornimenti. 
Il presidente dell'Egitto Hosni Mubarak ha ordinato alle sue truppe di consentire il passaggio ai palestinesi, ma di verificare che essi non portassero armi nella striscia di Gaza.